# Monte Ntchisi
El monte Ntchisi es un monte en el centro de Malaui. Se encuentra en el distrito de Ntchisi, al este de la ciudad de Ntchisi .
El pico del monte Ntchisi alcanza los 1702 metros de altura. Algunos picos vecinos superan los 1600 metros. El monte Ntchisi se encuentra en el borde occidental del Rift de África Oriental, y forma parte de un cinturón norte-sur de colinas, montañas y escarpes que constituyen el límite occidental del rift. Al este hay una llanura que limita con el lago Malaui. Al oeste está la meseta de la región central, también conocida como la llanura de Lilongüe.
La Reserva Forestal de la Montaña Ntchisi se estableció en 1924 y cubre un área de 97,12 km². La montaña alberga un enclave de selva tropical montana, la única selva tropical montana entre el monte Chipata al norte y el monte Dedza y la cordillera Kirk más al sur. La selva cubre unas 220 hectáreas, entre los 1.450 y los 1.640 metros de altitud. El árbol de dosel dominante es Aningeria sp., con una zona más pequeña (30 ha) de bosque húmedo de Newtonia buchananii en la ladera sureste.  El matapalo (Ficus spp.) es abundante. También se encuentran pastizales y matorrales montanos en las zonas más altas. El bosque de miombo predomina en las laderas más bajas.
El monte Ntchisi es el límite meridional del área de distribución del pájaro cantor Sharpe's greenbul (Phyllastrephus alfredi) y dos especies de mariposas, Charaxes ameliae e Hypolycaena hatita .
El Ntchisi Forest Lodge es un alojamiento ecológico al servicio de los visitantes en la reserva forestal, situado en la ladera sur de la montaña.